# ریکاردو بالدین
ریکاردو بالدین کامارگو(زاده ۴ فوریه ۱۹۸۷) مدل برزیلی است.